# Гориньград Перший
Гориньгра́д Перший — село в Україні, у Рівненському районі Рівненської області. Населення становить 477 осіб. Має давню історію. Відоме під назвами Крупа та містечко Гориньград.

## Історія села

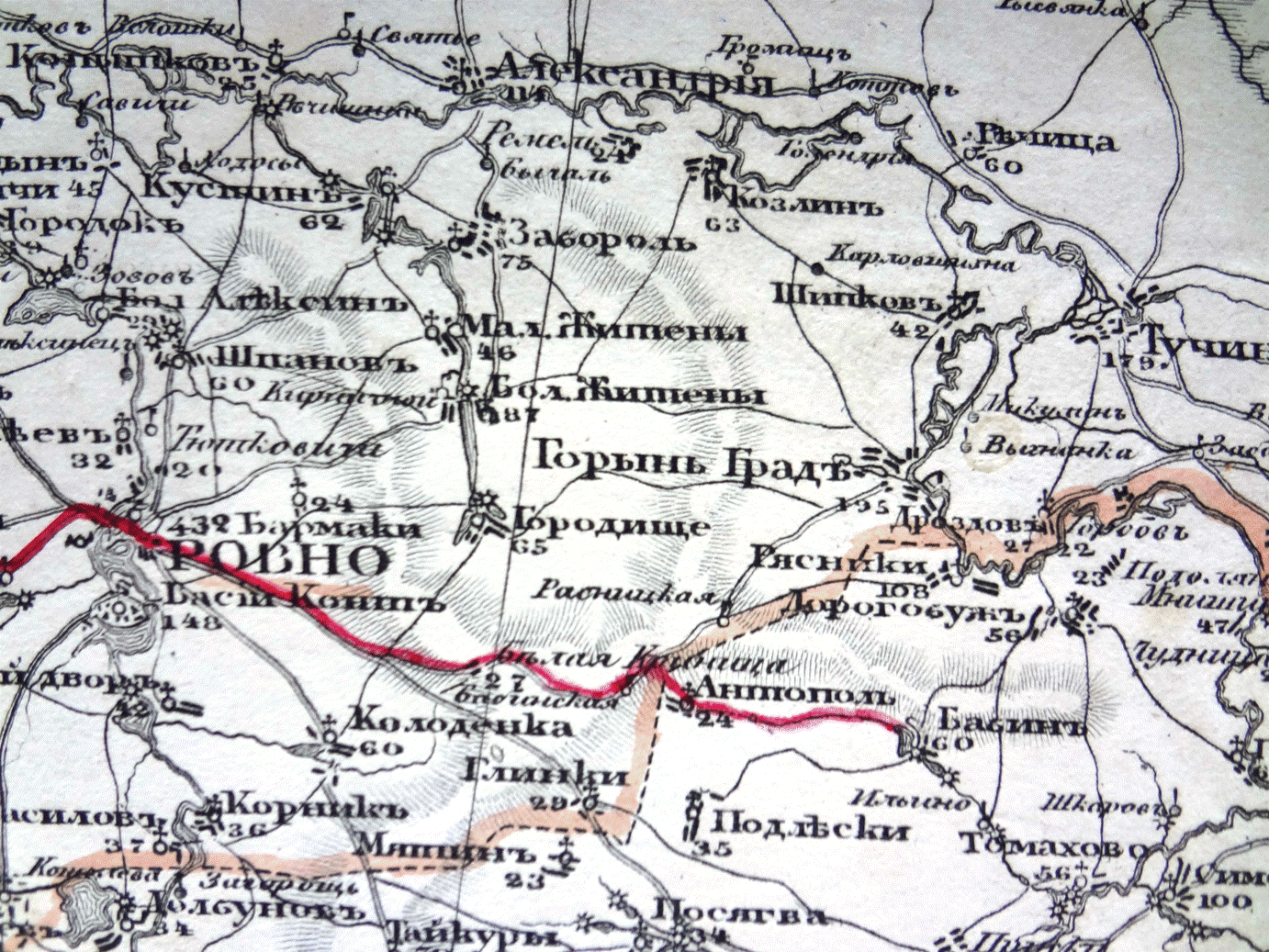
Мапа Волинської губернії із зазначенням м. Гориньград (у центрі), 1849 р. (Центральний державний історичний архів України, м. Київ, Ф. 2063, № Оп. 1, Спр. 149)

Уперше село Крупа (нині — Гориньград Перший) згадується в  описі  Луцького замку 1545 року, називаючи «городню Крупов».
Коли виникло перше поселення на території села Гориньград-І, невідомо. Селяни під час проведення сільськогосподарських робіт на своїх присадибних ділянках знаходили залишки давніх знарядь праці: рубила, відшліфовані кам’яні сокири, наконечник до списа та інші. Ці знаряддя праці датовано періодом неоліту (VI–IV тис. до н. е.). Це підтверджує, що в давні часи на території села була стоянка первісних людей.
Ймовірно село виникло в період розквіту Київської Русі в X–XI ст. Час його появи встановити не вдалося. У період роздробленості Русі село входить до складу Волинського князівства, ставши давньоруським поселенням Пересопницької волості. На східній околиці села, на високому березі річки Горинь було розташоване давньоруське городище округлої форми, розміром близько 36×46 м, оточене з півночі валом заввишки 3–4 м. Це поселення мало назву Навочки (походження назви досі не з’ясоване). Село розміщувалося на високому пагорбі, що прозвали Білою горою. Пізніше Навочки були зруйновані. Є припущення, що в XIII ст. село зазнало нападу монголо-татар. 
Поступово людські поселення вже простягалися від лісу до берегів Горині.
Минав час, і село почали називати Крупи (інакше — Крупов’є). У XVIII ст. Крупами володів князь Соломирецький. Як і багато населених пунктів Волині того часу, містечко тягнулося смугою через помежів’я зандрової та лісової зони, тобто через Полісся та чорноземну Волинь. Пізніше містечко перейшло у володіння Радзивіллів, а у другій половині XVIII ст. — до Святополк-Четвертинських.  У 1777 р. князь Габріель Олександрович Святополк-Четвертинський отримує для цього села статус містечка, втілюючи в його назву поняття «місто над Горинню». Але давнє наймення Крупа ще довго існувало в побуті людей. Нові власники містечка Гориньград, родина князів Четвертинських, примушували жителів називати містечко новою назвою.

В результаті другого і третього поділів Речі Посполитої (1793 р., 1795 р.) м. Гориньград, як і вся Волинь, стало частиною Російської імперії, увійшовши до складу Волинської губернії Ровенського повіту Тучинської волості. Саме в цей час у м. Гориньград коштом князя Гавріїла Святополк-Четвертинського і парафіян було зведено православний храм — Свято-Троїцьку церкву. Кам’яний храм будували з 1812 до 1816 р. Першим настоятелем Свято-Троїцького храму був отець Василь Семенович Шушковський, якому 1816 року виповнилося 49 років. Дяком був Михайло Зданевич (42 роки). Пізніше, через 200 років, у 2012 р., коштом та силами уродженців Гориньграда Другого братів Василя та Віталія Грицаків, було проведено капітальну реконструкцію та реставрацію Свято-Троїцького храму УПЦ МП. Свято-Троїцька церква за традицією вважається збудованою в 1816 році, але архітектор О. Гдованюк вважає насправді датою її перебудови або капітального ремонту.

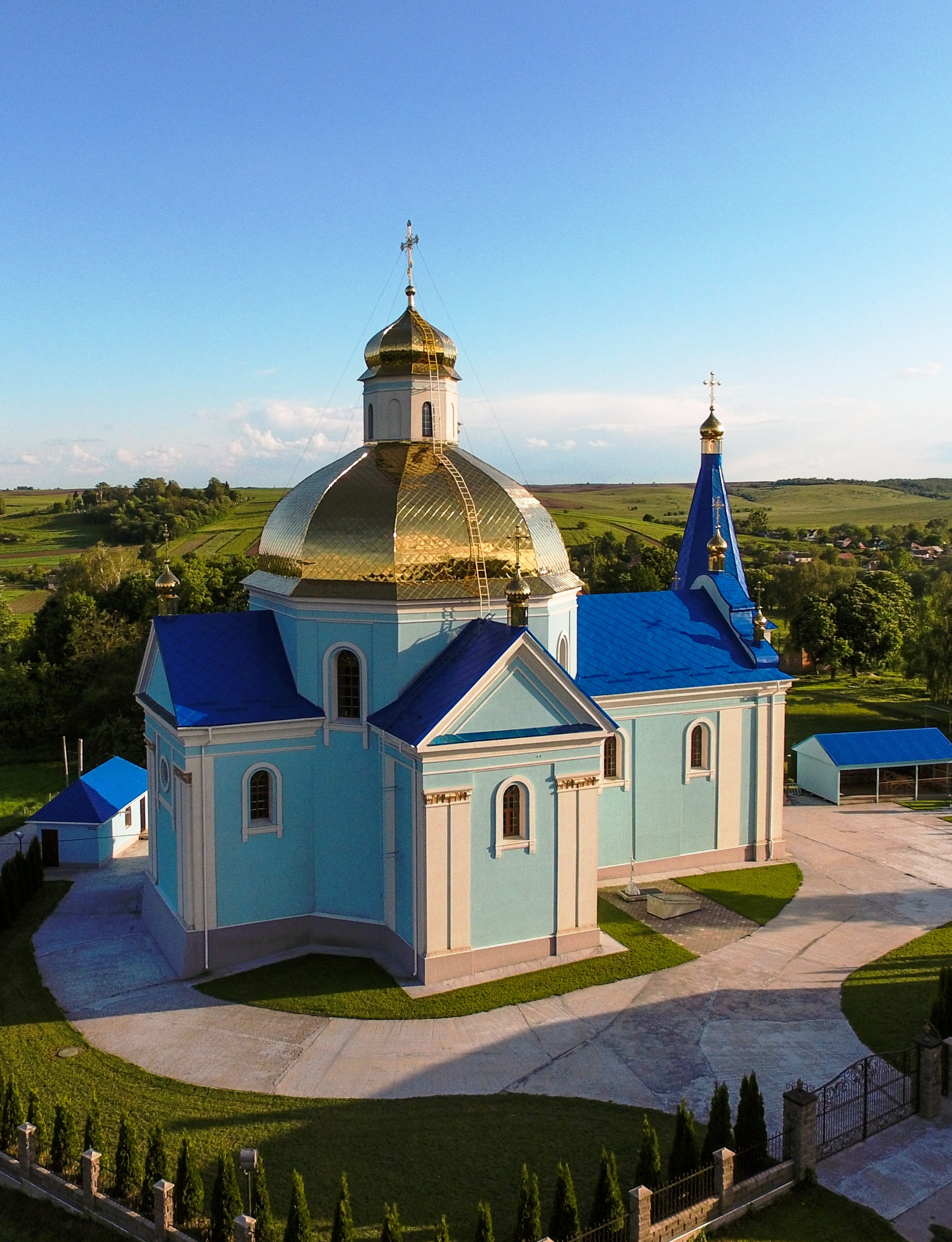
Свято-Троїцький храм УПЦ МП с. Гориньград Перший, сучасний вигляд

На початку XIX століття Гориньград Перший мав 199 дворів, 1598 мешканців.
Гориньград Перший мав з 1835 року костел, а дещо пізніше і синагогу.
Станом на 1906 рік сумарна кількість мешканців м. Гориньград, пос. Гориньград-чеш., Гориньград-ліс. Тучинської волості, Рівненського уїзду була 2117 мешканців.
Події Першої світової війни не оминули село, адже географічно воно перебувало у прифронтовій смузі Південно-Західного фронту. За даними книги «На берегах Горині та Случа» Миколи Струтинського (відомий партизан, уродженець м. Тучина), на початку Першої світової війни м. Гориньград було вщент заповнено біженцями, евакуйованими з районів бойових дій. Внаслідок перенаселення люди почали потерпати від голоду, тож царський уряд пожертвував для біженців зі своїх запасів кілька возів зерна та круп. Село було також транзитним пунктом, через який проходили частини німців, більшовиків, поляків. У будинку священика С. Г. Селецького зупинялись керівники 1-ї Кінної армії С. Будьонний та К. Ворошилов, про що свідчать записи в книзі (пізніше книгу було передано до Волинського краєзнавчого музею у м. Луцьк).
Після 1920 р. м. Гориньград перейшло до Польської держави. Тоді землі були передані на потреби військового осадництва, а двір — жіночій садівничо-городничій школі, яка існувала до 1939 р.
Західна Україна, у тому числі Гориньград, увійшла до складу СРСР 1–2 листопада 1939 року, коли відбулась позачергова сесія Верховної ради СРСР. У цей період в селі почалась конфіскація земель у польських офіцерів-осадників. У люті січневі морози 1940 року всі польські сім’ї було вивезено до Сибіру. Конфісковані землі були об’єднані в радгосп, на полях якого вирощували цукрові буряки, тютюн. Землі радгоспу обробляли селяни.
22 червня 1941 року Німеччина напала на Радянський Союз — розпочалась німецько-радянська війна. Село німецькі війська окупували 28 червня 1941 р. А в липні–серпні 1941 року почалось масове знищення єврейського населення. На початку липня 1941 р. у с. Гориньграді-І було вбито близько 60 євреїв . В рамках примусового масового вивезення молоді на німецькі землі  із села було вивезено 15 молодих людей. 30 січня 1944 року партизани і воїни 25-го Гвардійського стрілецького полку під командуванням Героя Радянського Союзу генерал-лейтенанта Д. П. Онупрієнка відвоювали с. Гориньград-I.
1950 року на території с. Гориньград-I у селян відібрали землю і створили колгосп ім. І. В. Мічуріна, утім, селяни неохоче ставали учасниками колективного господарства. 1963 року у Гориньграді-І проживало 4835 осіб у 1313 дворах, а 1971 року — 4695 осіб у 1421 дворі, у тому числі в рідному(?) селі — 878 жителів у 282 дворах.
У 1959 році, у результаті нових адміністративних змін, Гориньград Перший увійшов до Рівненського району. Згодом разом із іншими селами Шубковим, Котовом, Гориньградом Другим і Рисв'янкою об'єднуються у колгосп ім. Мічуріна, на базі якого створено Рівненську обласну сільськогосподарську станцію з центральною садибою у Шубкові .
12 червня 2020 року, відповідно до розпорядження КМУ "Про визначення адміністративних центрів та затвердження територій територіальних громад Рівненської області", було створено Білокриницьку сільську об'єднану територіальну громаду, до складу якої увійшли села Шубківської сільської ради, в тому числі село Гориньград Перший.

## Відомі люди

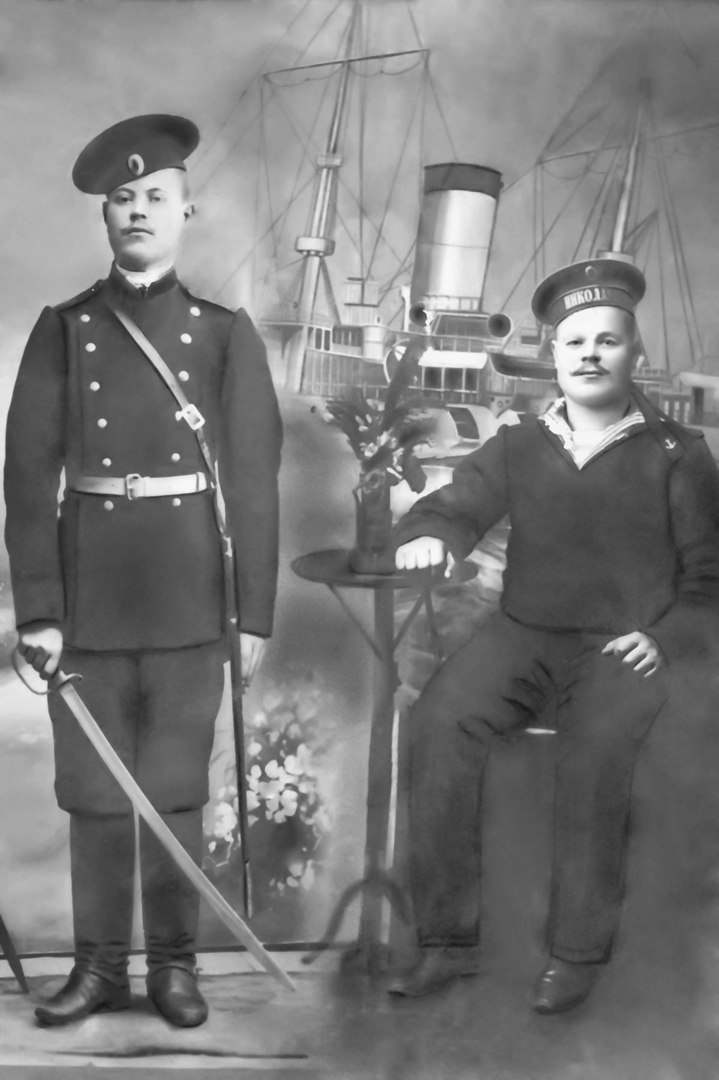
Кавалерист Семенівського лейб-гвардії полку П. М. Грицак та матрос навчального судна
«Николаев» І. М. Грицак (рідні брати під час служби в Санкт-Петербурзі)

- Антонюк Василь Михайлович (нар. 13 листопада 1955) — міський голова міста Дубна, з 19 листопада 2010 року. У 2008 році нагороджений почесною грамотою Рівненської обласної державної адміністрації «За високу професійну майстерність, значний особистий внесок у розвиток паливно-енергетичного комплексу Рівненщини» та почесною грамотою Рівненської обласної ради «За сумлінну працю, високий професіоналізм, вагомий особистий внесок у розвиток ЖКГ»; у 2009 році орденом «За заслуги в професійній діяльності» та в цьому ж році сертифікатом «Державний керівник року».
- Брежицький Анатолій Валентинович (нар. 30 липня 1957) — колишній військовий, полковник. З вересня 2009 року працює викладачем Рівненського коледжу економіки та бізнесу. Нагороди: орден «За службу Родине» ІІІ ступеня; медалі: нагрудний знак «Воїн-інтернаціоналіст», «Від вдячного афганського народу», Медаль Жукова, сім ювілейних медалей за службу у Радянській армії та Збройних силах України; грамоти — Міністерства оборони СРСР, ЦК ВЛКСМ, Збройних силах України, Національного університету водного господарства та природокористування.
- Буняк Леонід Йосипович — аграрник, громадсько-політичний діяч, Почесний ветеран України, Почесний громадянин Кельменецького району.
- Грицак Іван Макарович (нар. 18 березня 1888—1964) — марсовий унтер-офіцер Російського імператорського флоту на Балтиці. Служив на лінкорах «Імператор Олександр ІІ», «Гангут» та навчальному судні «Миколаїв» (1909–1917). Відзначений нагородами: бронзовою пам'ятною медаллю з нагоди святкування 300-річчя дому Романових (04.03.1913 р.) та срібною медаллю «За усердие» на Станіславській стрічці (19.06.1915 р.). Служив молодшим матросом, матросом ІІ та І ступенів на навчальному судні «Миколаїв» (1909—1911), на лінійному кораблі «Імператор Олександр ІІ» (1911—1913), знову повернувся на навчальне судно «Миколаїв» в 3-ю роту(1913—1914). Проходив службу на лінкорі «Гангут» (лінкор російського і радянського флоту, останній за датою закладки та датою спуску на воду з чотирьох дредноутів балтійської серії типу «Севастополь») (1914—1916). З 1916 року І. М. Грицака було підвищено у званні до марсового унтер-офіцера, про це було зазначено у «Списку нижніх чинів навчального судна „Миколаїв“» від 01.05.1916 р. Після закінчення служби, у 1919 р. повернувся в рідний Гориньград, де до кінця життя працював хліборобом. Помер 4 квітня 1964 року в с. Гориньград Другий.
- Павлюк Антін Пилипович (нар. 6 лютого 1902 - 1937) — український поет-символіст, прозаїк, перекладач. Закінчив початкову школу містечка Гориньград Тучинської волості, Ровенського повіту, Волинської губернії.
- Похилюк Анатолій Георгійович (нар. 28 вересня 1955) — фотохудожник і краєзнавець. Лауреат і дипломант вітчизняних та закордонних фотоконкурсів. Призер Міжнародного фотоконкурсу газети «День». Член Національної Спілки журналістів, член Спілки фотохудожників України. Один з організаторів фотоклубу «Час». Нагороджений золотою медаллю Національної Спілки журналістів України, відзнакою «Заслуги перед містом ІІІ ступеня». Визнаний у номінації «Кращий репортер Рівненщини — 2010 р.».
- Цам Герцель Янкелевич (25 січня 1842–1915) — російський офіцер, кантоніст, що досяг чину підполковника в царській армії XIX століття. З належною пенсією відправлений у відставку 1893 року. Нагороджений орденом Святого Станіслава ІІІ ступеня. Написав і видав книгу «Історія виникнення в Томську військово-молитовної солдатської школи» (Томськ, 1909 р.).
- Святополк-Четвертинський Гаврило Олександрович (1742 — ?) — князь з українського роду, що походив від турово-пинських або волинських (удільних) Рюриковичів. З 1777 року був власником містечка Гориньград. Того ж року виклопотав для м. Гориньград у польського короля Магдебурзьке право та дозвіл на проведення ярмарку. Отримав Орден Святого Станіслава від короля Польщі Станіслава Августа (15.08.1797) у Варшаві.
- Чечелюк Дмитро Дем'янович (7 лютого 1933—2012) — бригадир Рівненської державної обласної сільськогосподарської дослідної станції. Трудовий стаж становить близько 50 років. Нагороджений орденом Трудового Червоного прапора, медалями, низкою подяк і грамот різного рівня[8].

### Загинули за Україну
Семенюк Анатолій Іванович (05.02.1983 - 17.01.2023)
Проживав в селі Гориньград Перший
Загинув 17.01.2023 року в місті Костянтинівка Донецької області.
Похований в селі Гориньград Перший
Пастушок Тарас Васильович (21.08.1986 - 11.11.2023)
Народився у Рівному. Навчався в ЗОШ 18, потім здобув фах зварювальника в ПТУ-10, працював за кордоном. 
Коли почалося повномасштабне вторгнення, Тарас був в Україні. Він не служив в армії, але отримавши у вересні 2022 року повістку, не ховався і не відмовлявся. Про військову службу, каже мама Героя Тетяна, син розповідав мало. “Розповів, що отримав поранення, але проходить лікування. Потім — про контузію. Дуже пишався, що його відзначили за службу нагрудним знаком “Хрест хоробрих”, який присвоюють за героїчний вчинок, пов'язаний з ризиком для життя (здоров'я) під час участі у бойових діях. Також тішився нагородним кинджалом...” - розповідає Тетяна.  11 листопада 2023 року 37-річний солдат - солдат 3-ї окремої штурмової бригади (3 ОШБр), водій гранатометного відділення Тарас Пастушок загинув на Донеччині в російсько-українській війні.  
Похований 29.11.2023 поряд із батьком у селі Гориньград Перший.

## Фотогалерея

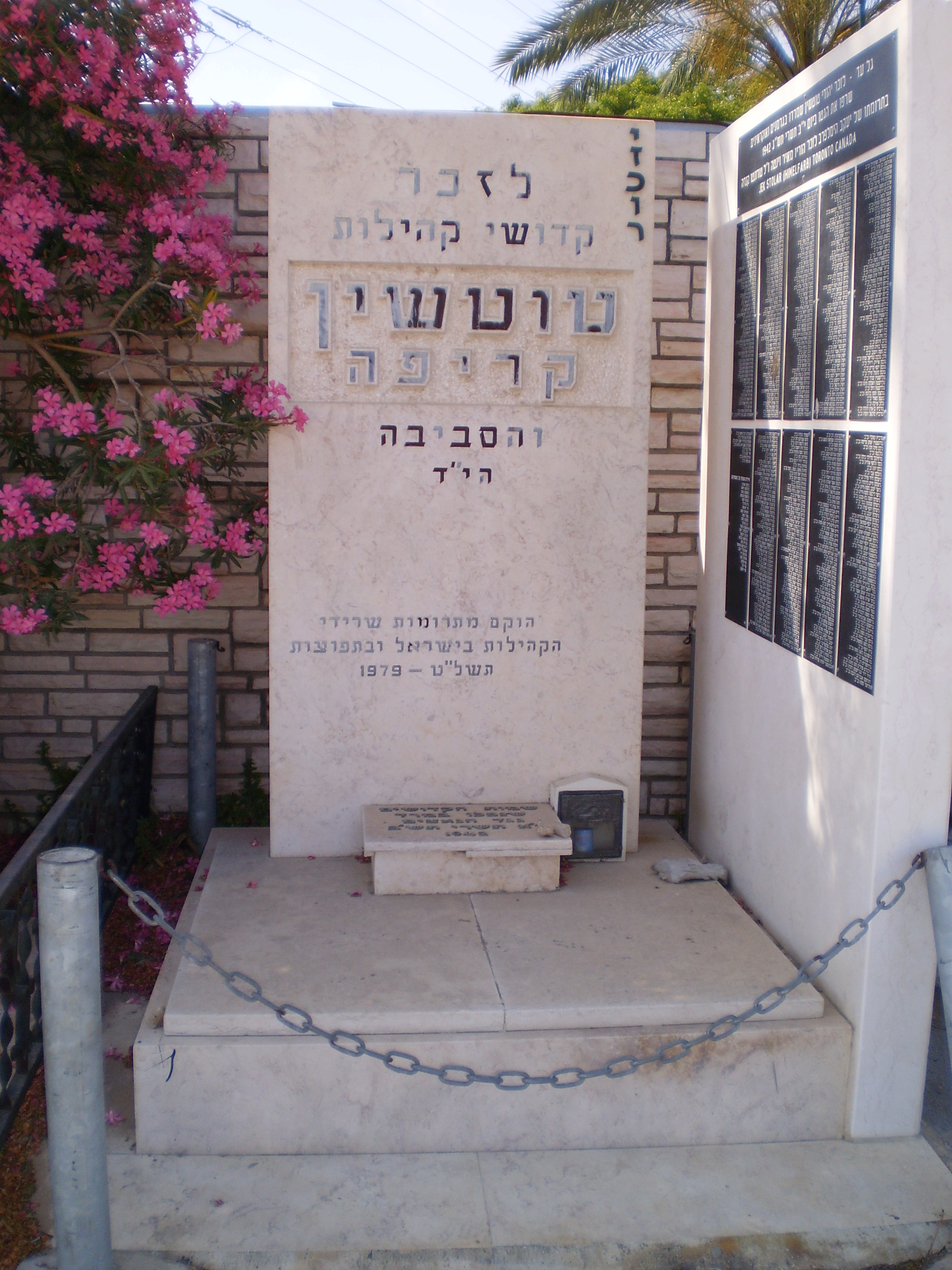
Меморіал, присвячений містянам-жертвам Голокосту (Холон, Ізраїль)

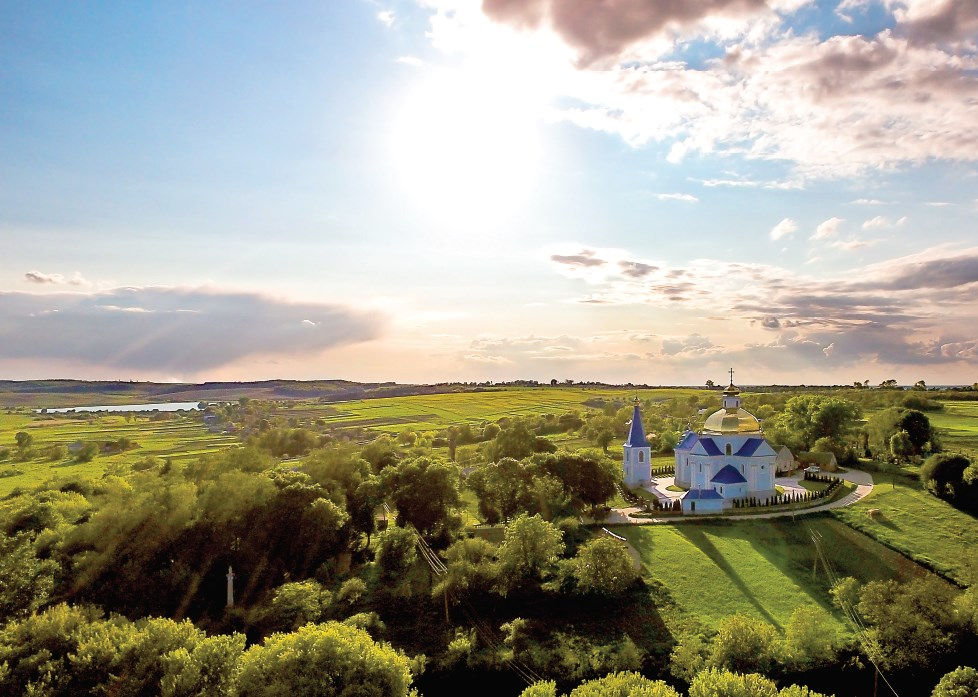
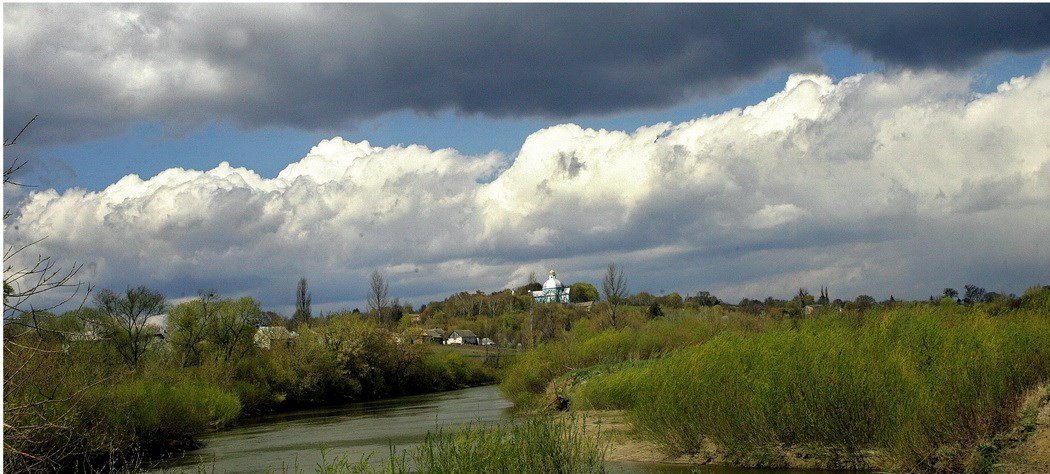
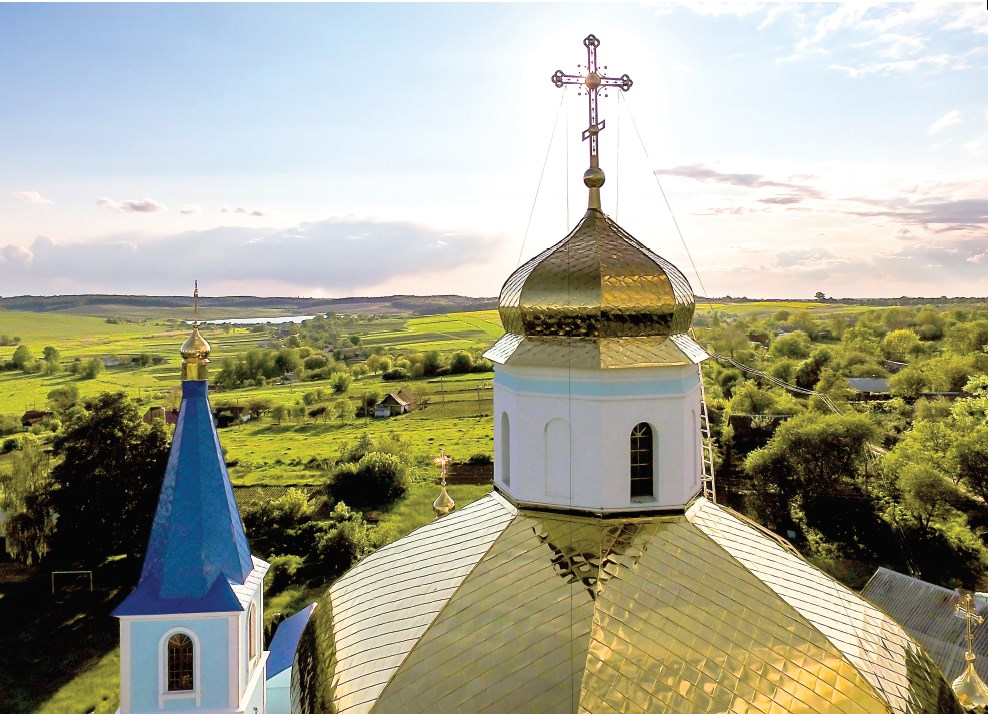
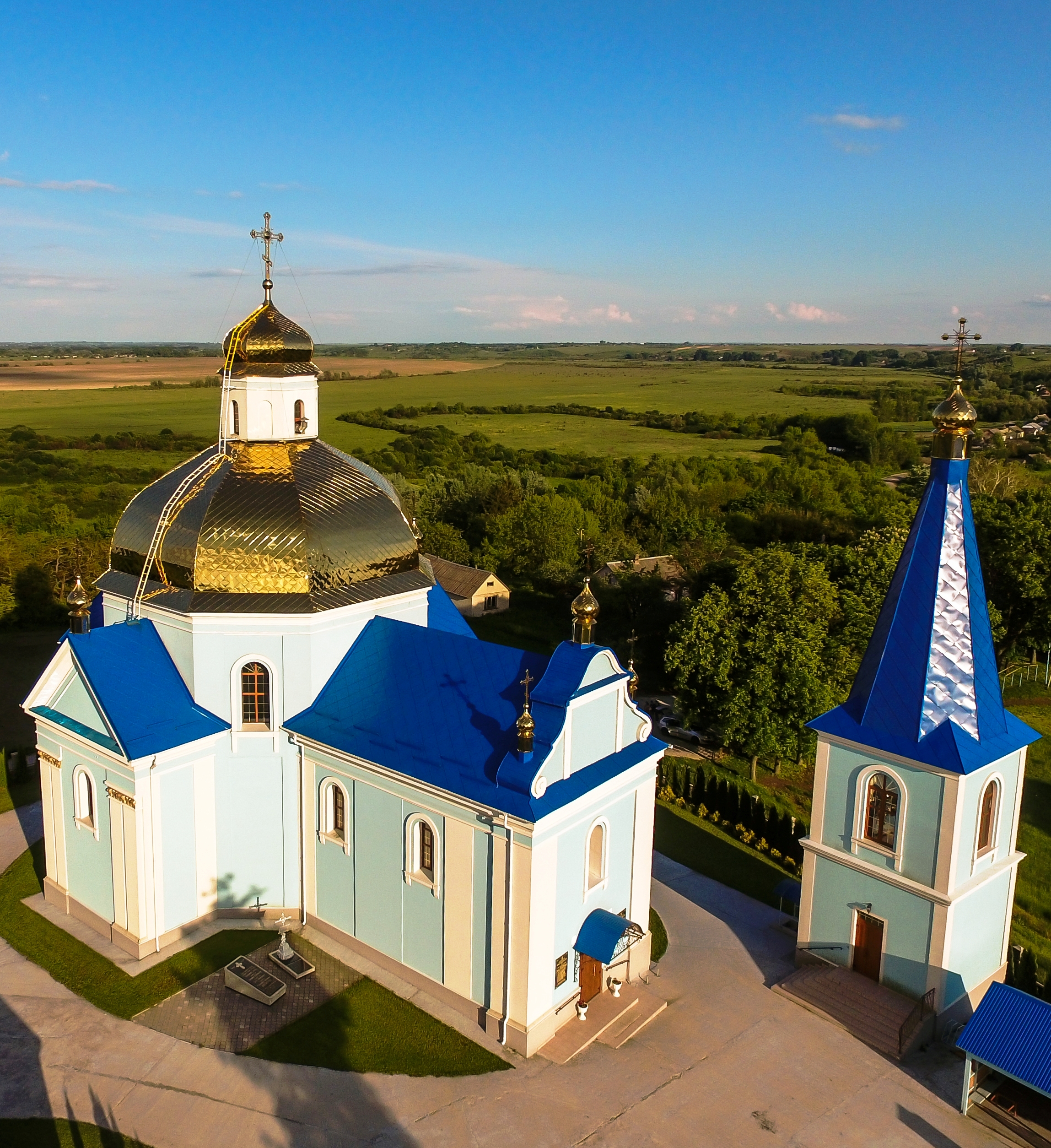
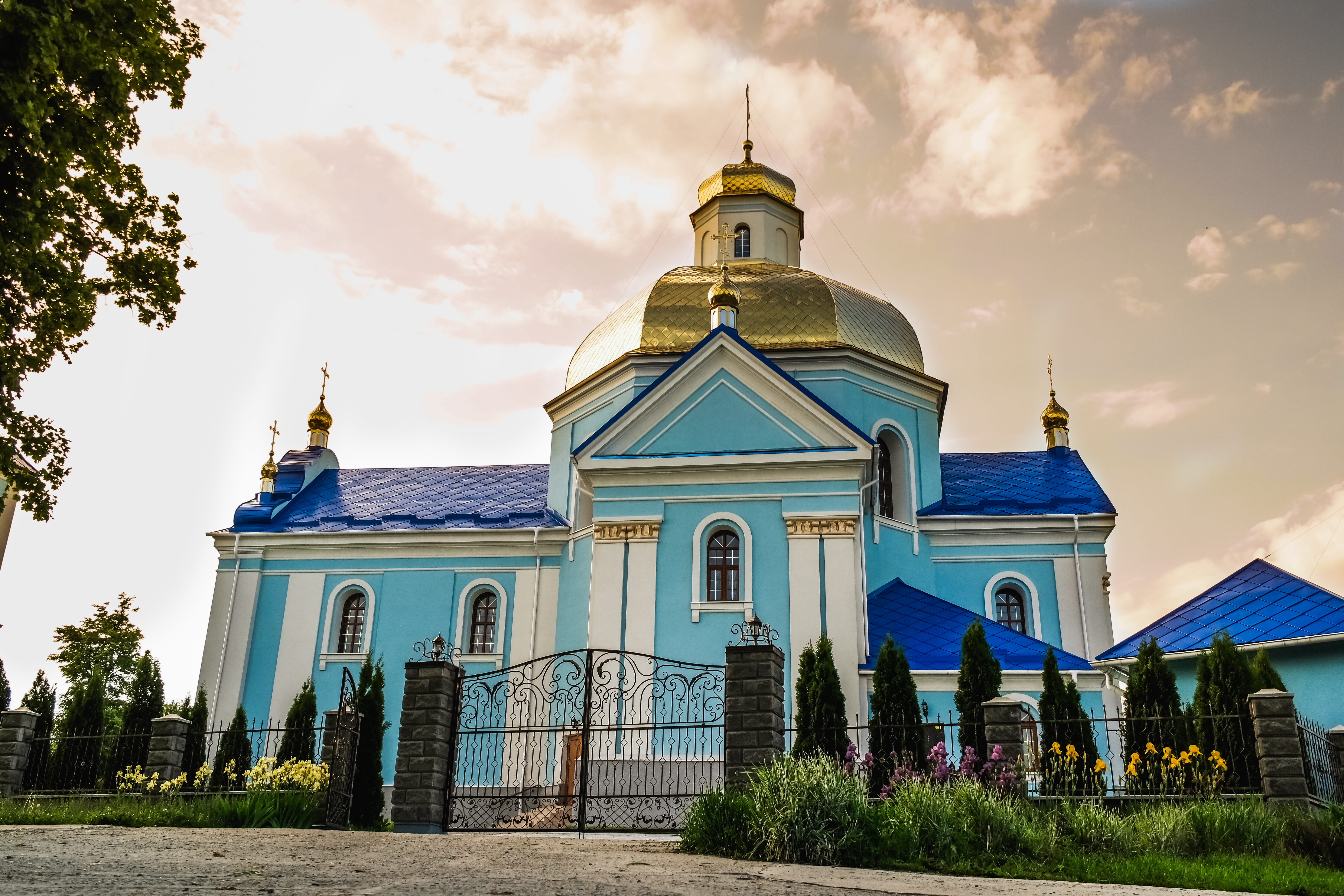
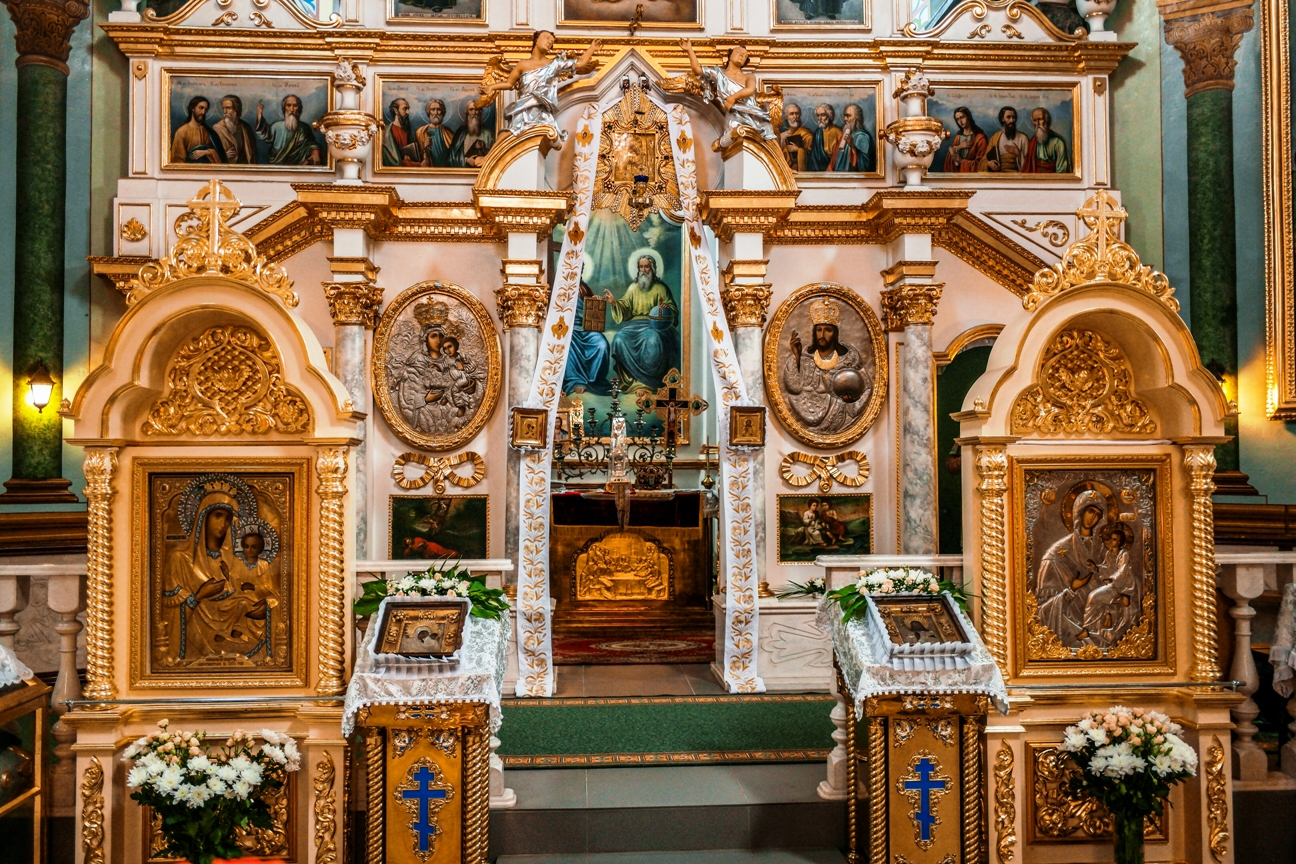
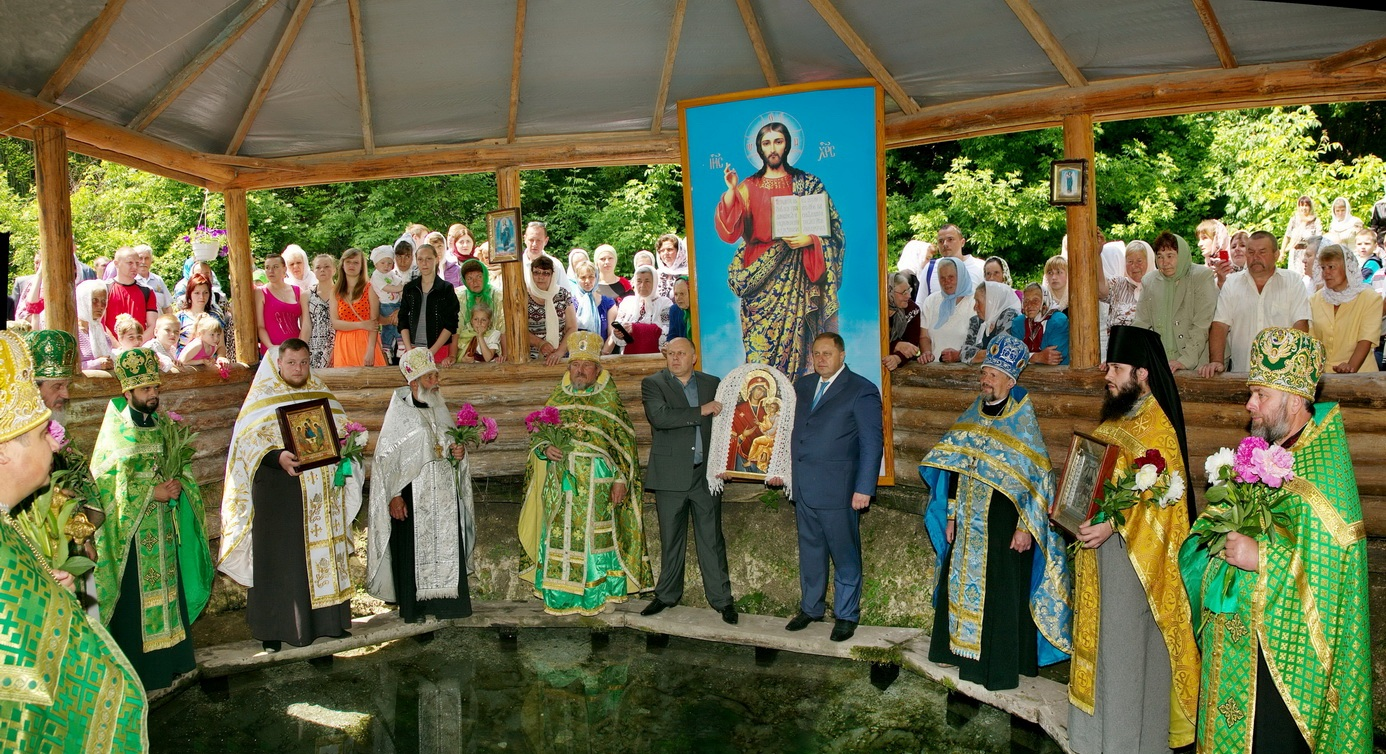
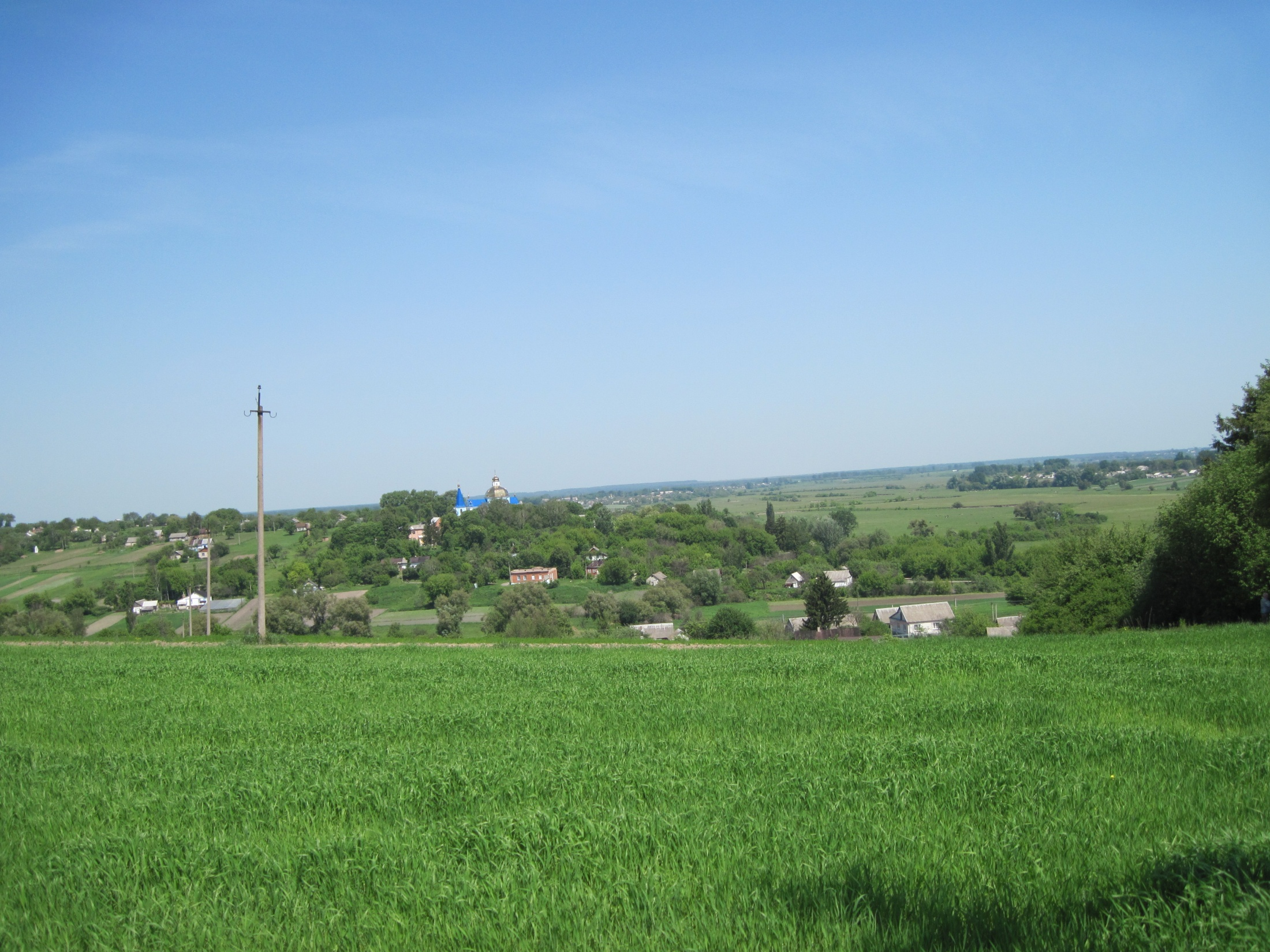
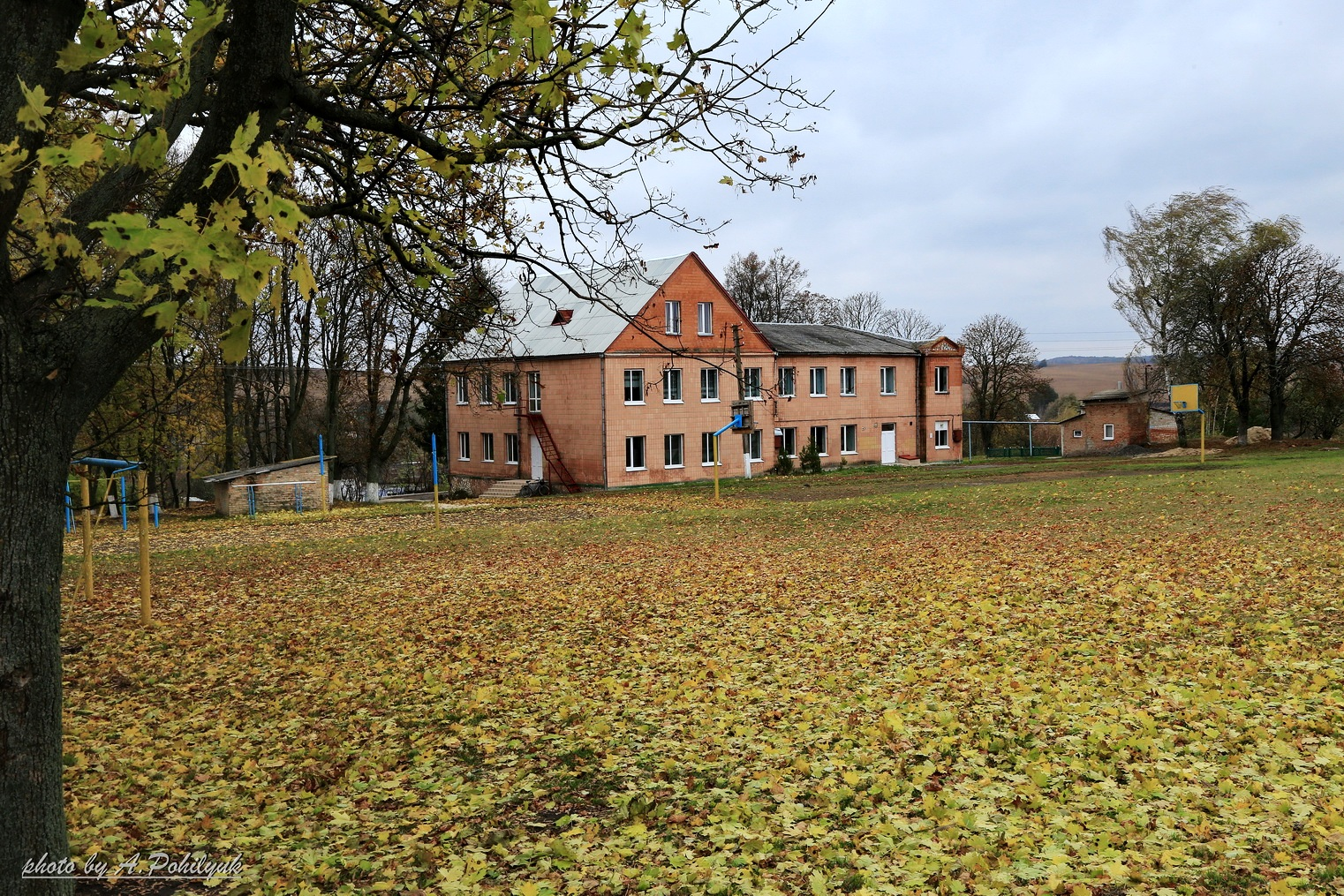
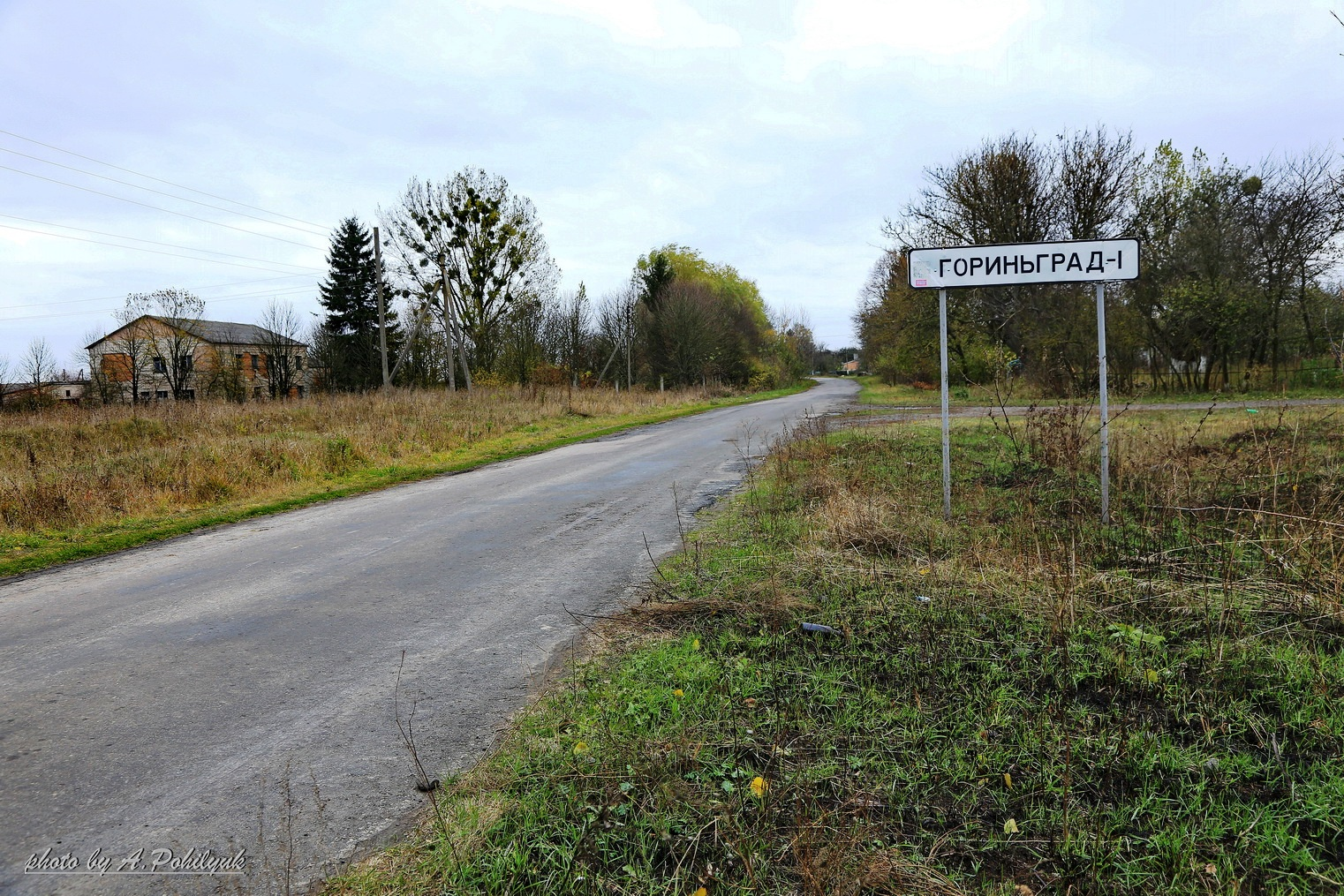
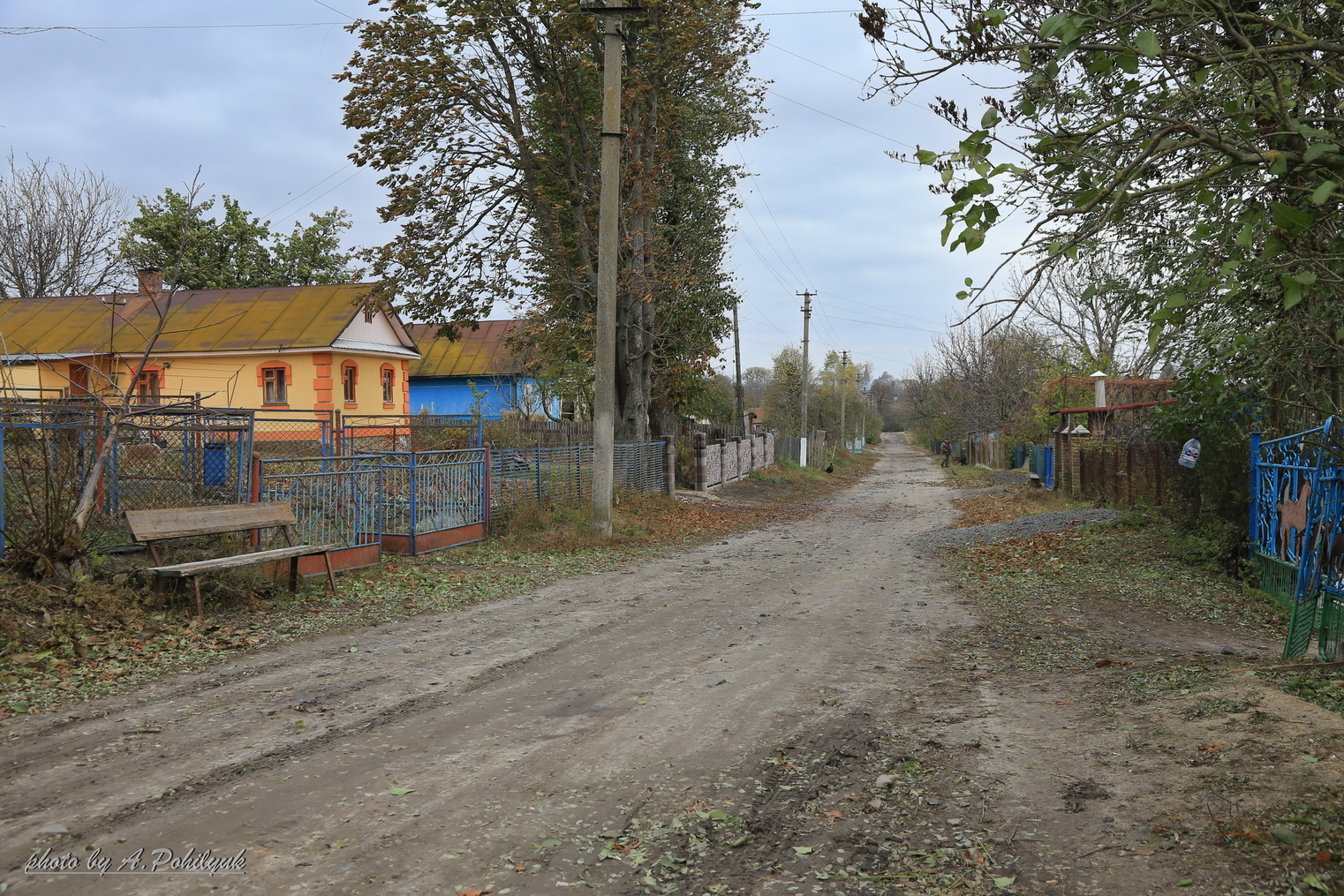
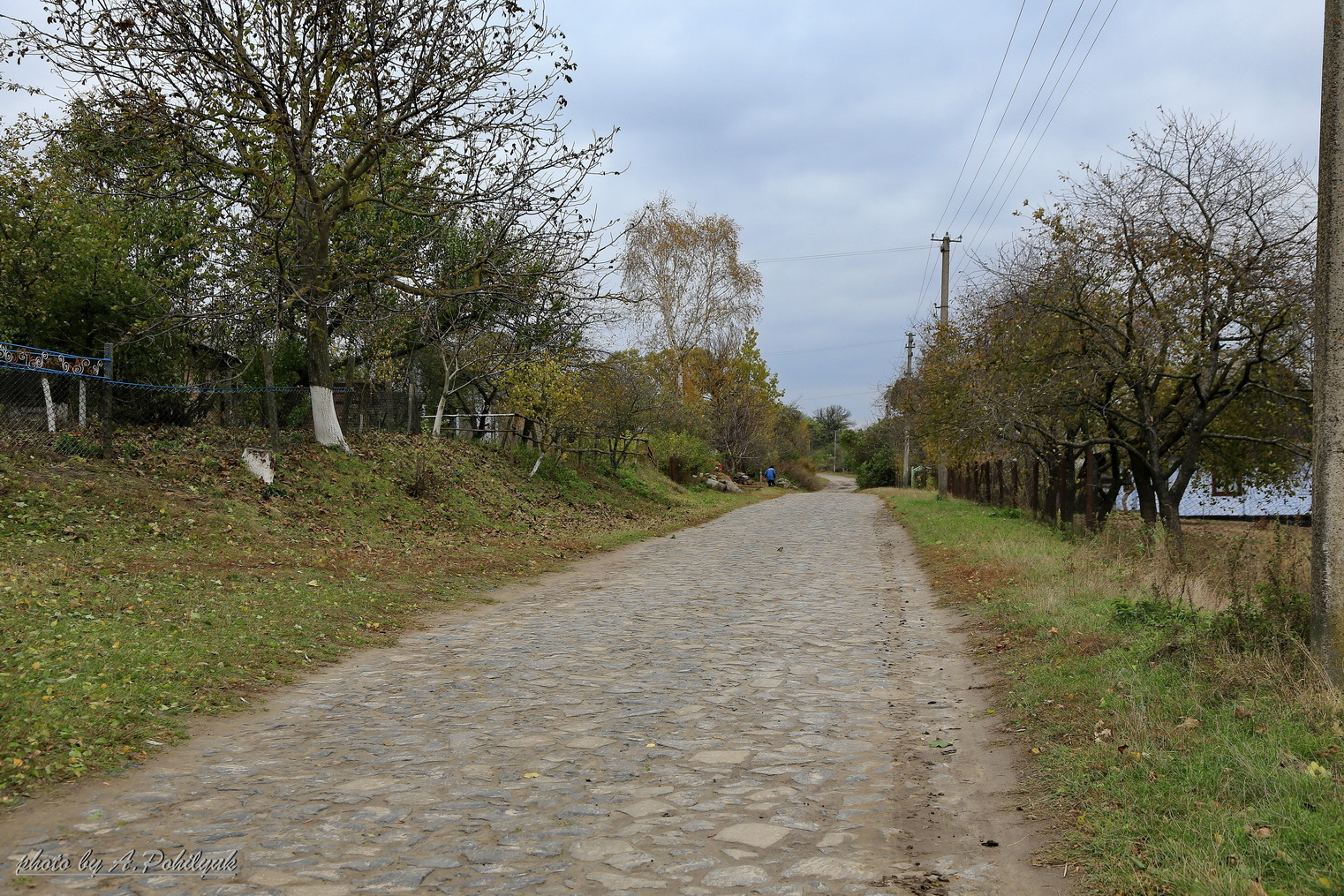
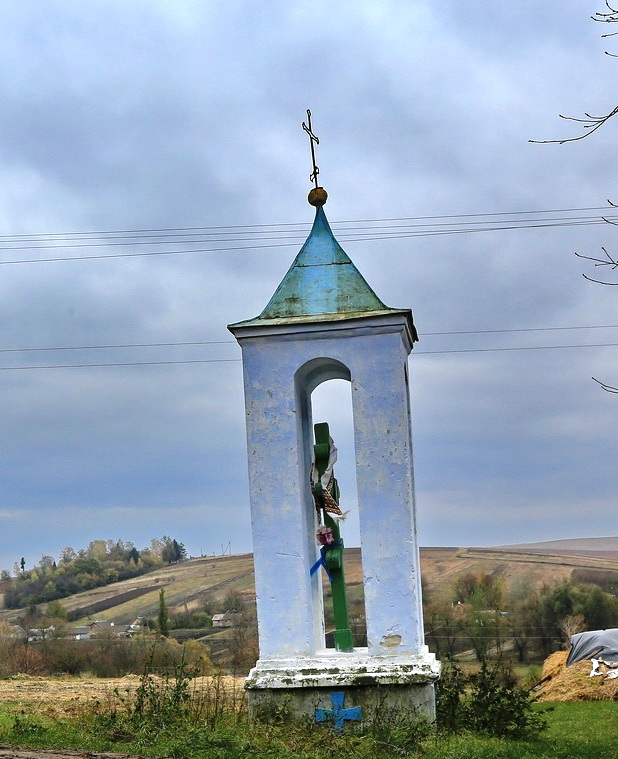
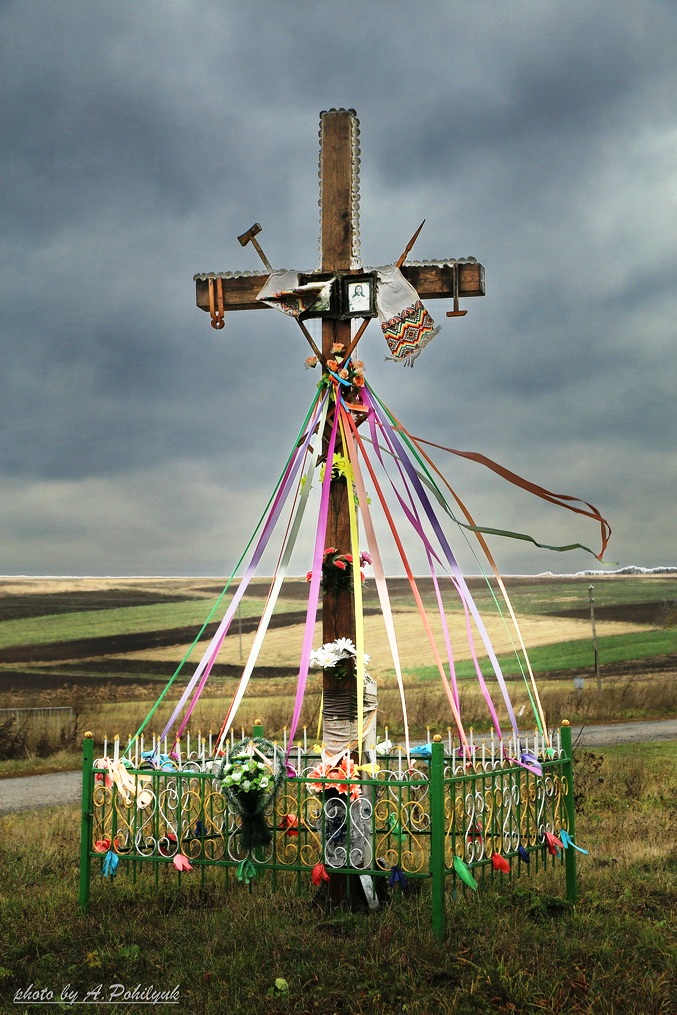
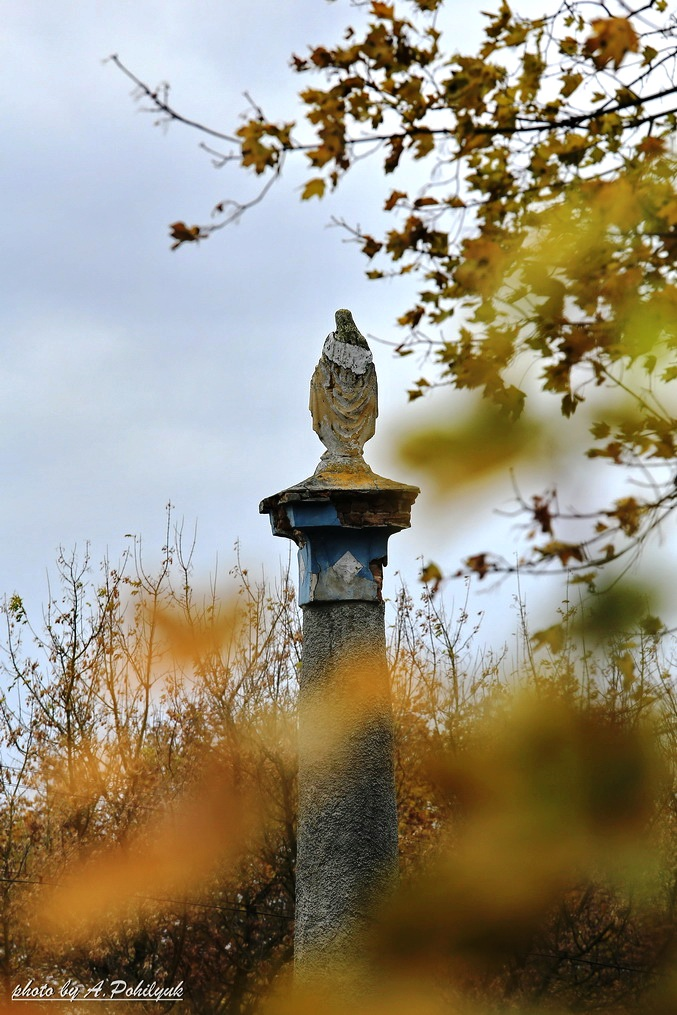
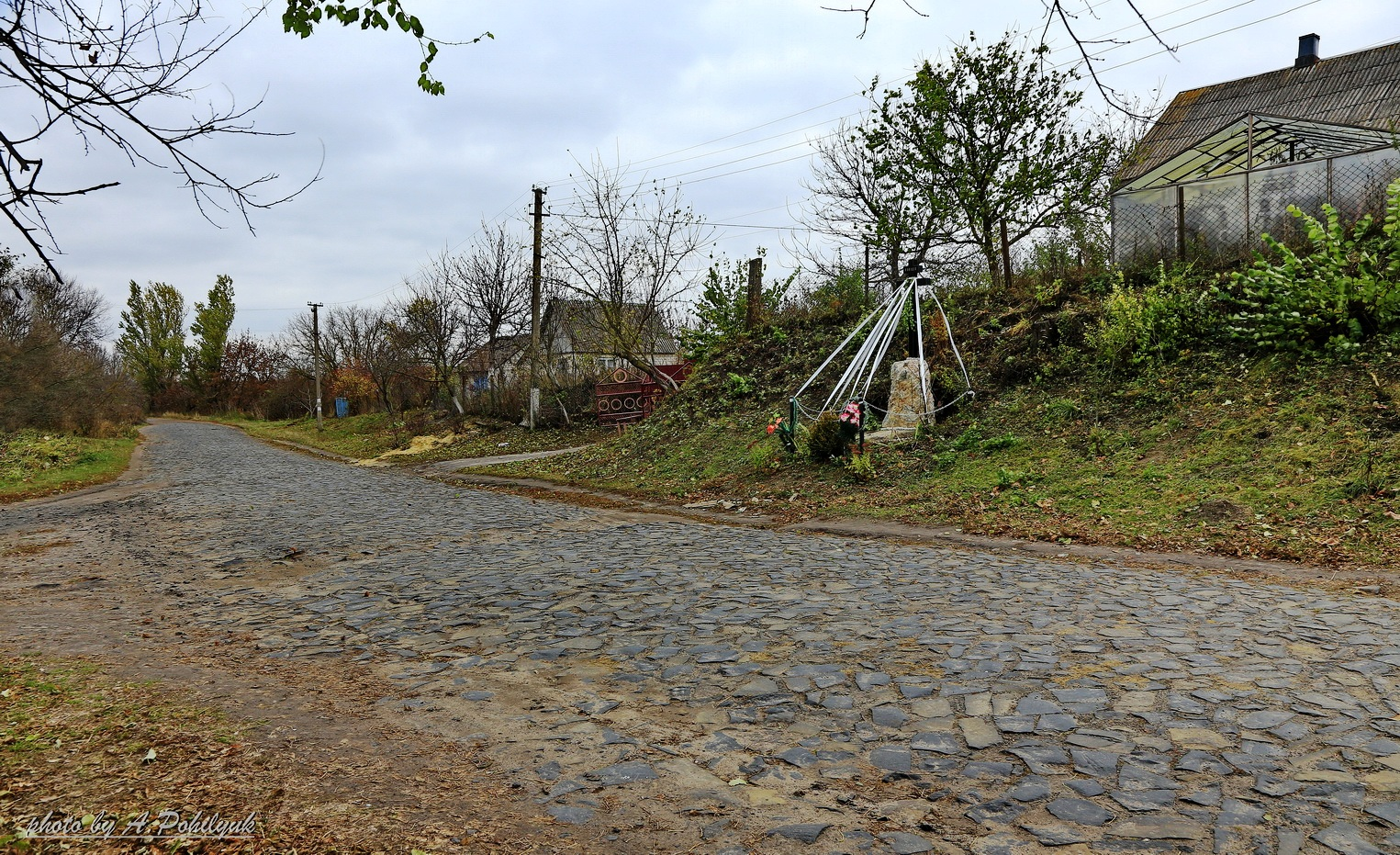
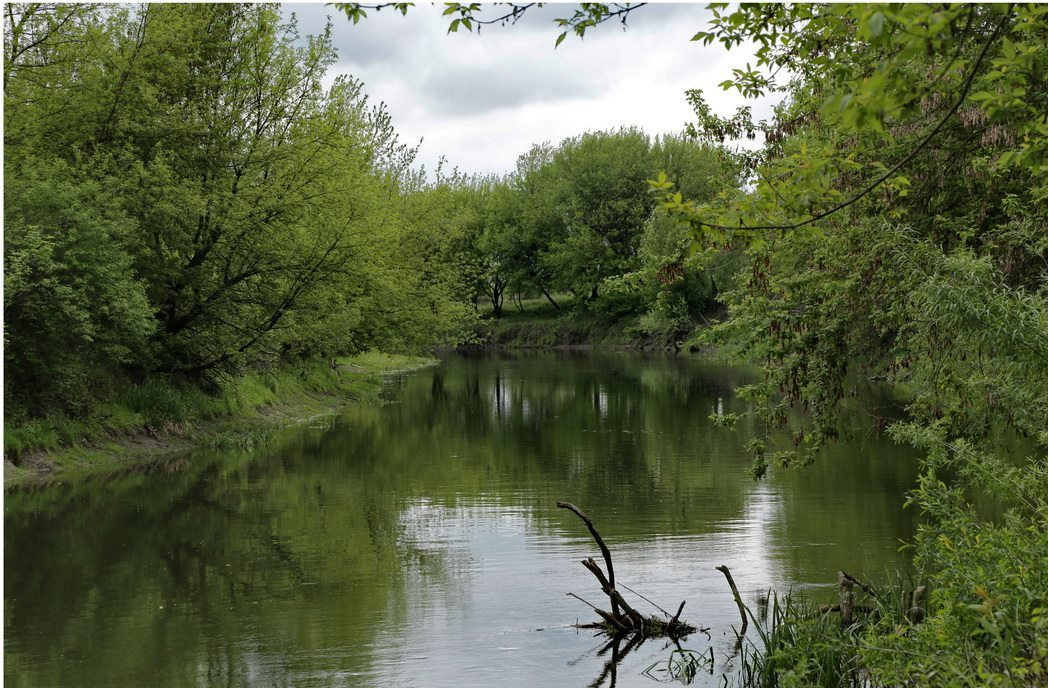
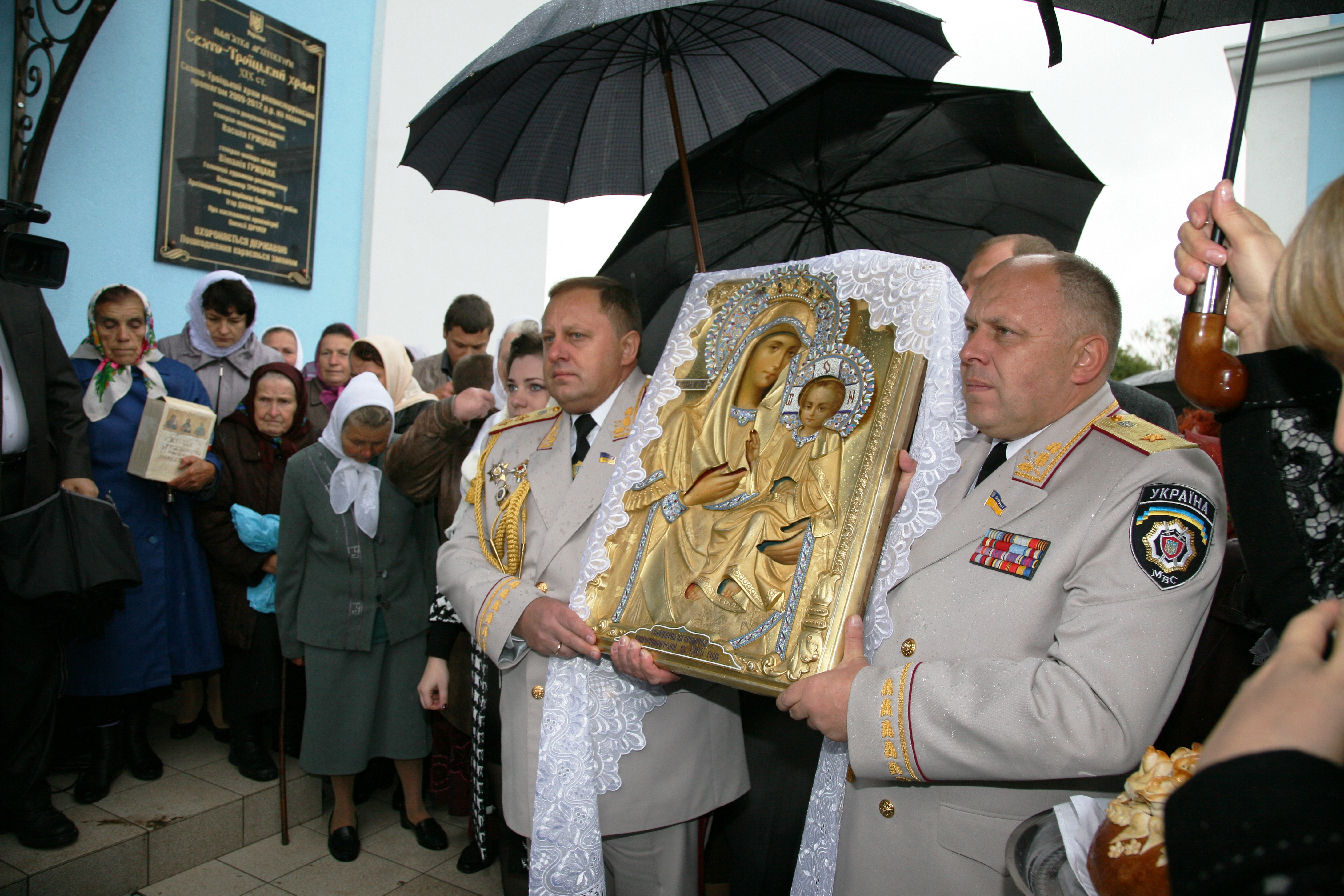
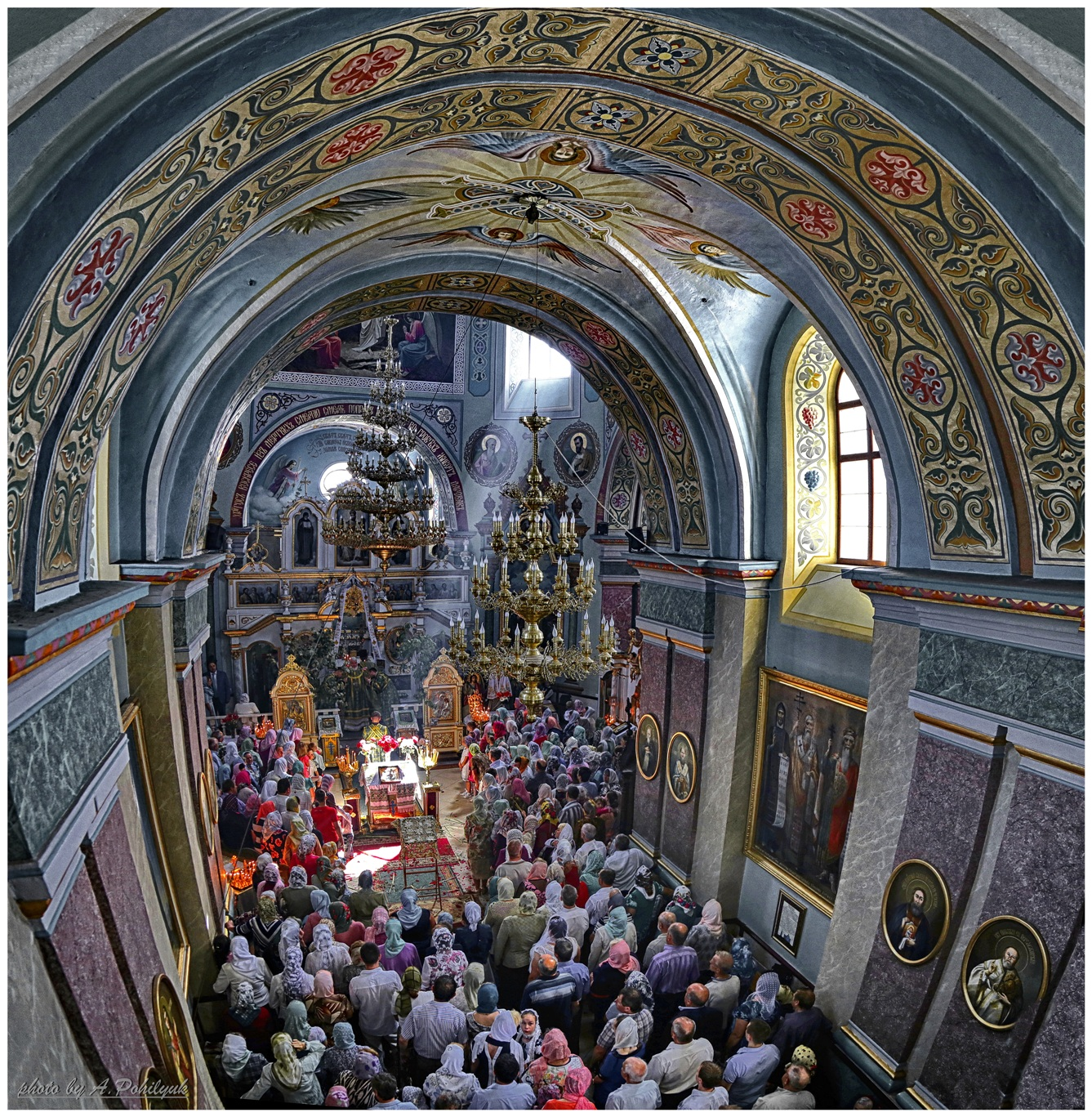
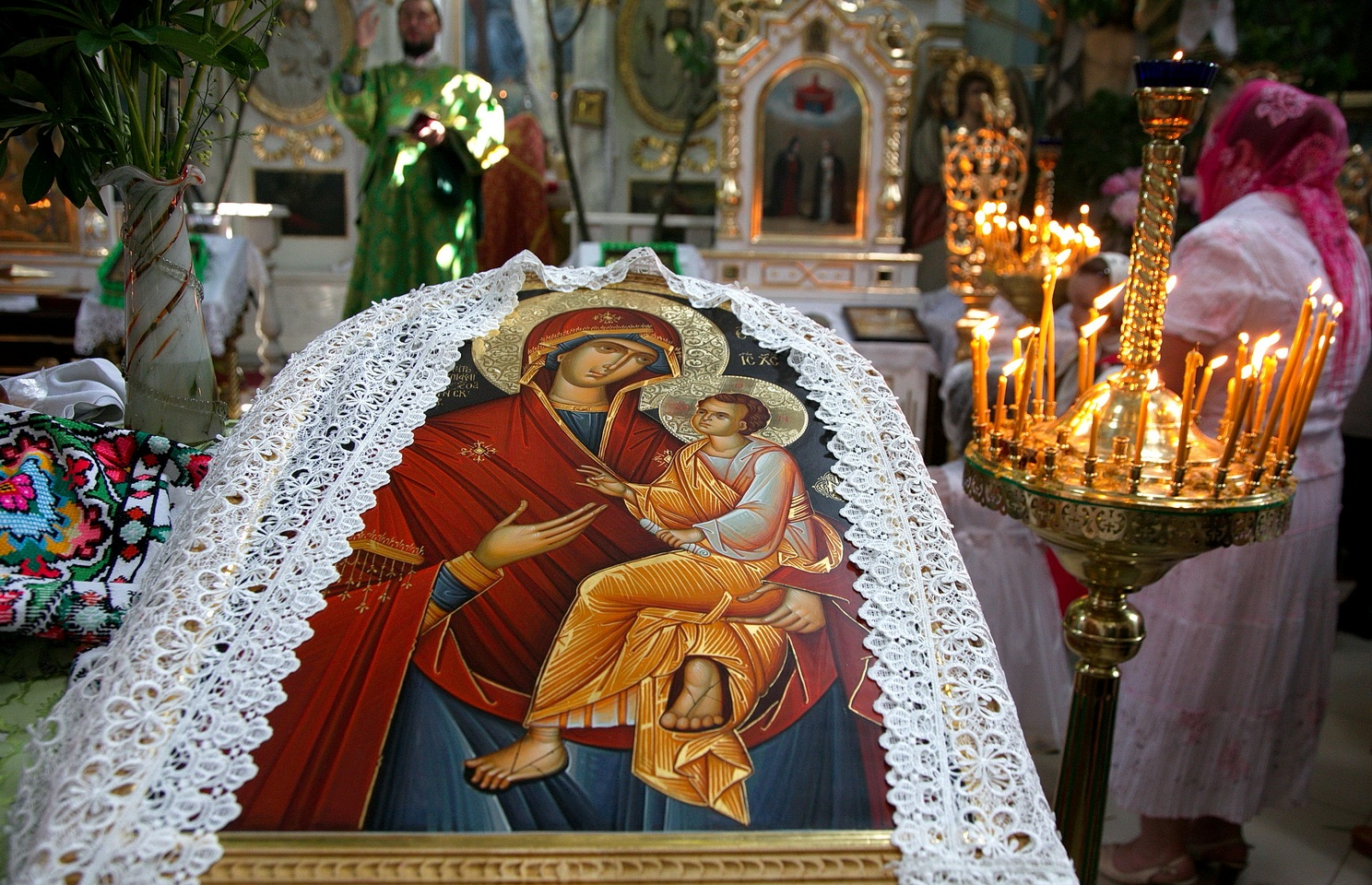
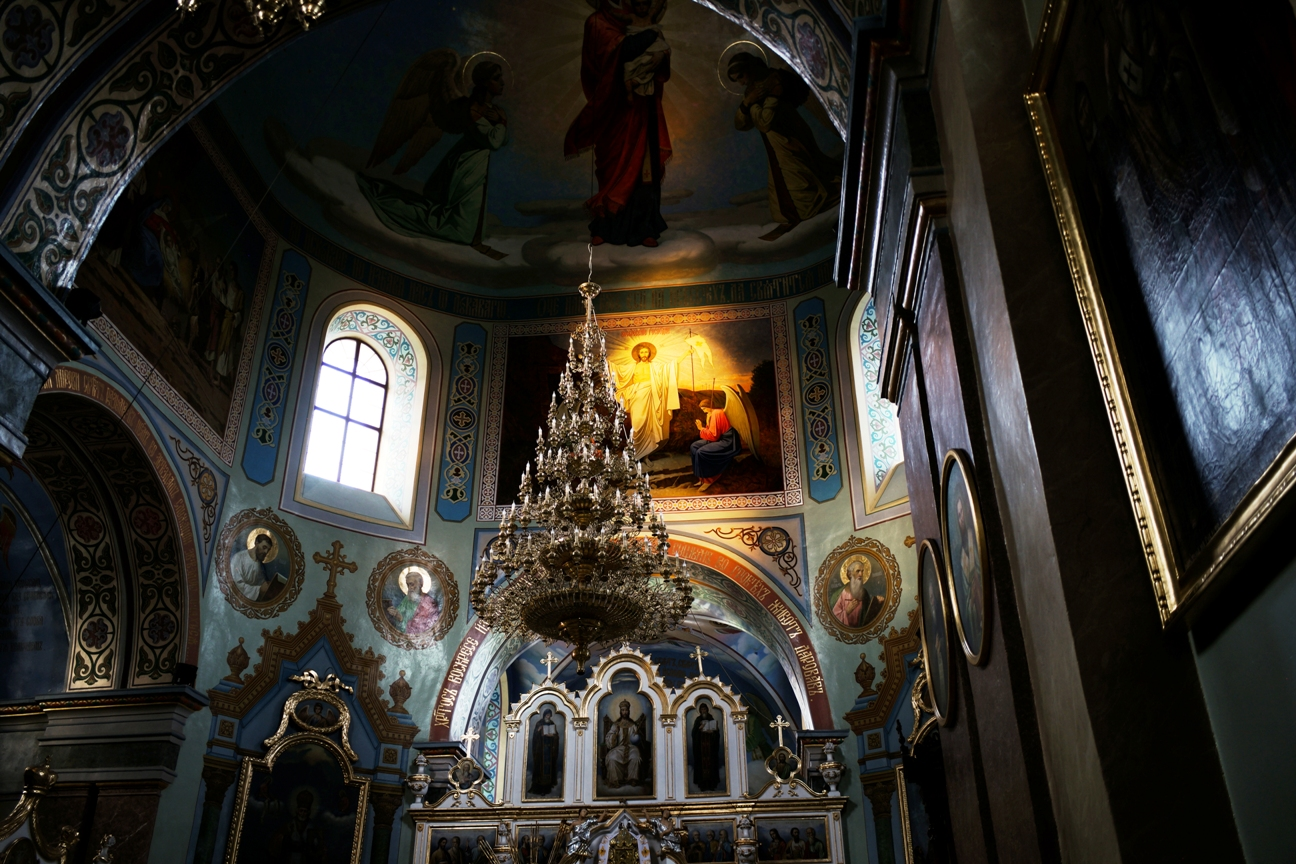
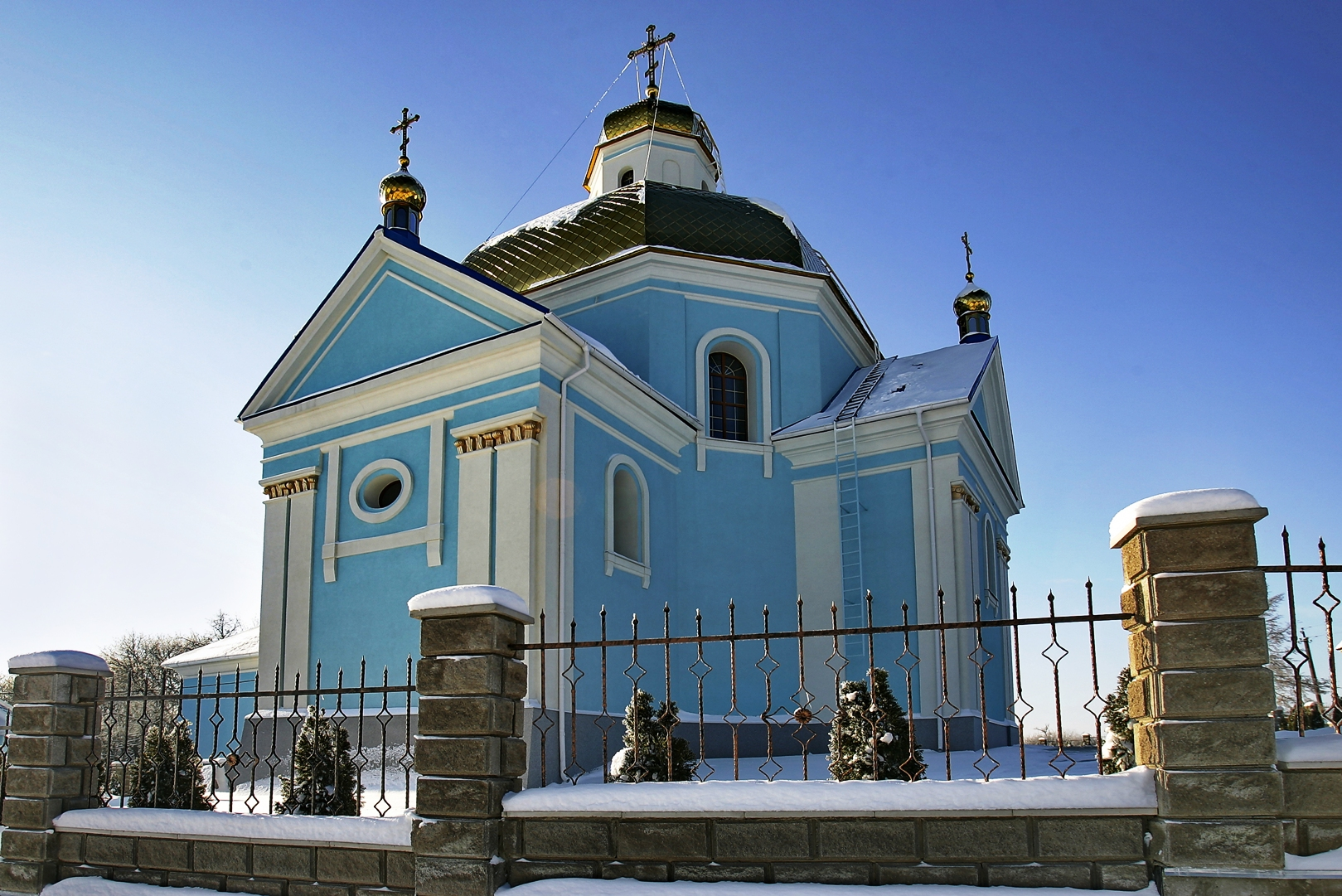
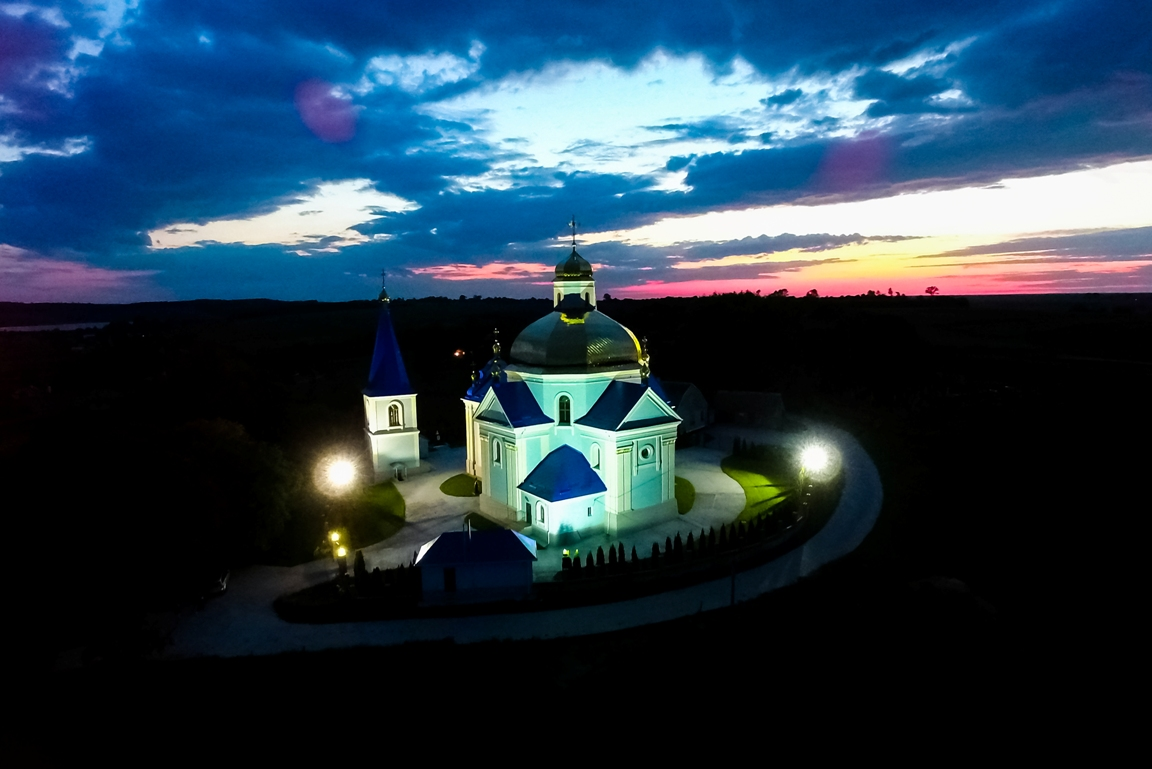
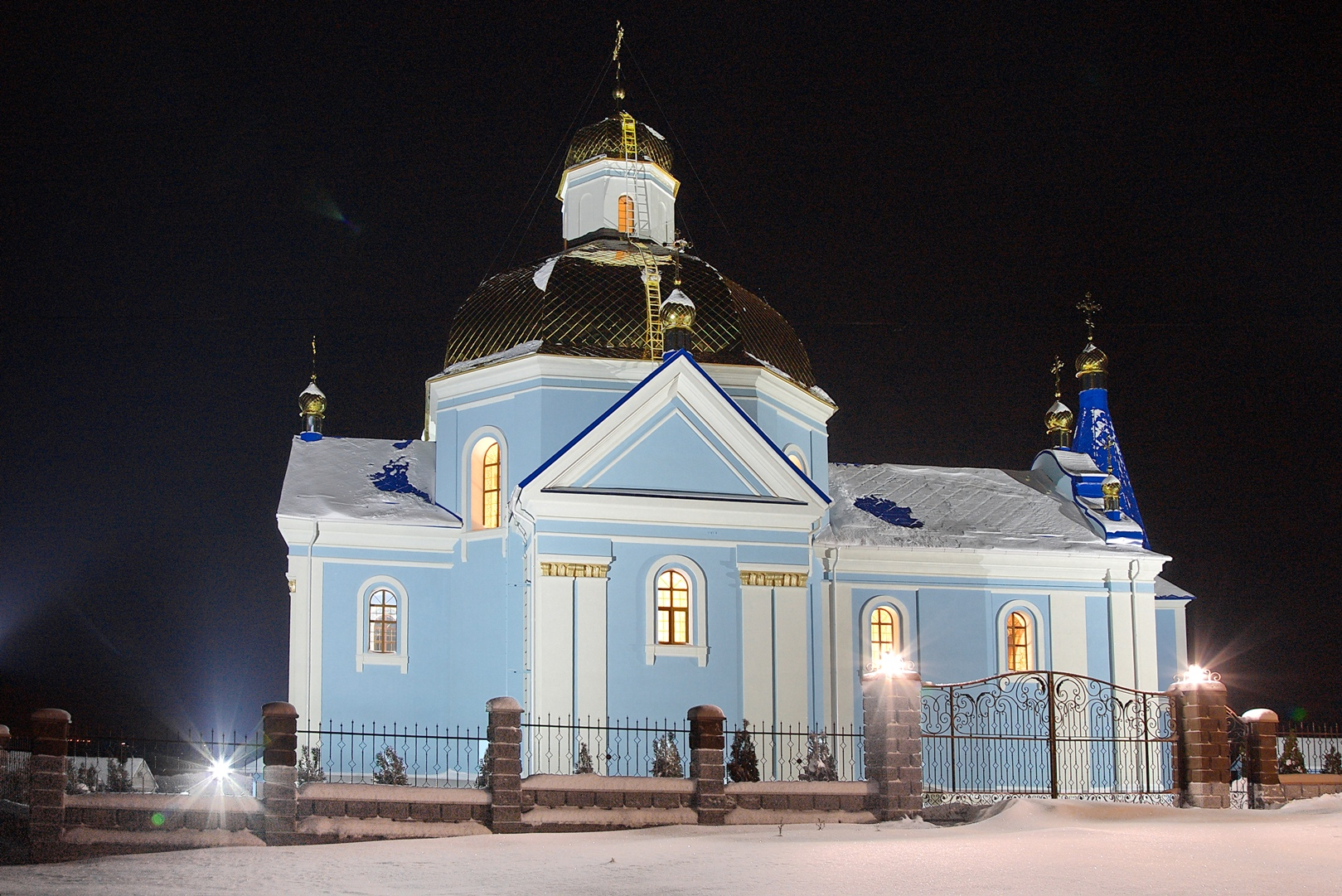